# Венсан Компани
Венса̀н Компанѝ (на френски: Vincent Kompany) е бивш белгийски футболист, треньор на Байерн Мюнхен, роден на 10 април 1986 г. в Юкел, Белгия. Баща му е от ДР Конго, а майка му – от Белгия. Играе като централен защитник или опорен халф и е считан за един от най-големите белгийски таланти. Освен с физиката си, блести и с добрата си техника. През 2004 г. печели наградата за най-добър футболист на белгийското първенство.

## Кариера
От малък Компани играе в юношеския отбор на Андерлехт, като седемнайсетгодишен става титуляр в мъжкия отбор.
Освен Златната обувка за най-добър футболист на първенството, печели и Абаносовата обувка (награда за най-добър африкански (или от африкански произход) футболист от белгийското първенство) в две последователни години.
Компани става обект на интерес от страна на отбори като Арсенал, Челси, Интер, Милан, Ювентус и Реал Мадрид, но никой от тях не предлага трансферна сума, която да задоволи ръководството на Андерлехт. През пролетния дял на сезон 2005/2006 получава контузия в рамото и се подлага на операция в Лион, което поражда слухове за негов трансфер в Олимпик Лион. Противно на очакванията, през лятото на 2006 г. е закупен от Хамбургер ШФ за 8 милиона евро плюс допълнителни заплащания, в зависимост от представянето му. Това е най-високата трансферна сума в историята на Хамбургер дотогава. В началото на сезон 2008/2009 преминава в Манчестър Сити. В състава на „гражданите“ има три шампионски титли, четири купи на лигата, една купа на Федерацията, две купи „Къмюнити Шийлд“ и участие на полуфинал в ШЛ през 2016 г. Капитан на отбора.
За Белгия дебютира на 18 години през 2004 и така става вторият най-млад белгийски национал след Паул Ван Химст. Участва на Летните олимпийски игри в Пекин.

## Успехи
- Носител на Златната обувка за най-добър футболист на белгийското първенство: 1 – 2004
- Носител на Абаносовата обувка за най-добър африкански футболист или футболист от африкански произход в белгийското първенство: 2 – 2004, 2005

## Отличия
Манчестър Сити
- ФА Къп (2011, 2019)
- Висша лига (2012, 2014, 2018, 2019)
- Карабао Къп (2014. 2016. 2018. 2019)
- Къмюнити Шийлд (2012, 2018)